# ФК Хајдук Сплит
ХНК Хајдук Сплит је један од најстаријих фудбалских клубова у Хрватској, који се такмичи у Првој лиги Хрватске. Клуб је основан 1911. године.

## Историја клуба

### Оснивање
Идеја о оснивању настала је, у прашком кафићу У Флеку, од групе сплитских студената технике, који су студирали у Прагу: Фабијан Калитерна, Луцијан Стела, Иван Шакић и Вјекослав Иванишевић, после утакмице у којој су гледали утакмицу популарних тамошњих клубова Спарте и Славије.
Клуб је основан у Сплиту 13. фебруара 1911. као Прво ногометно друштво у Далмацији. Оснивачи су били поменути студенти и Владимир Шоре. Први председник је био професор Круно Колумбатовић.

### Период 1911—1918.
Прву јавну утакмицу Хајдук је одиграо 11. јуна 1911. године против локалног италијанског клуба Калчо (Calcio) и победио 9:0. Године 1913, осваја првенство Јадрана, а затим до почетка Првог светског рата 1914, одиграо је 74 утакмице од којих је 57 решио у своју корист, 4 играо нерешено и 24 изгубио, са гол-разликом 317:122.
Између 1914-1918 није деловао.

### Период 1919—1941.
Обновивши се пред крај рата Хајдук је до Првог првенства Југославије 1923. одржао је велики број домаћих и међународних сусрета, отворио школу за подмладак, основао секције лаке атлетике, бејзбола, бокса и хазене, уредио игралишта на којем је подигао клупску бараку (дашчару) и трибине.
У периоду од 1924. до 1941. двапут је освојио првенство Југославије 1927 и 1929, четири пута заузео друго место, учествовао у Митропа купу 1927, дао два играча за олимпијску репрезентацију Југославије 1924 и 1928. Гостовао је у Тунису, Алжиру и Француској(1924), Египту (1925) и Малти (1925) и 1927. Године 1931. Хајдук је отишао на велику турнеју по Јужној Америци, а 1932. поставља рекорд по броју одиграних утакмица у једној години (87). Те године саградио је властити клупски дом.
Поново иде на Малту 1934...

### Период 1941—1945.
Пре упада италијанских фашиста у Сплит 1941, клуб престаје са радом. У 1942, велики број клупских играча одлази у партизане. Број се повећао 1943. а крајем 1944. последња група играча пребачена је на ослобођену територију острво Вис. На Вису је 7. маја 1944. одржана скупштина Хајдука, а обновљени клуб добија име Хајдук, тим Народноослободилачке војске Југославије. Од неколико утакмица одиграних на Вису и Италији најзначајнија је утакмица у Барију 23. новембра 1944. са војничком репрезентацијом Велике Британије. Утакмица је одиграна пред 50.000 гледалаца, а Хајдук је изгубио са 7:2. Утакмица је значајна по томе што се на јарболу игралишта први пут вијорила застана нове Југославије.
Хајдук се вратио у ослобођени Сплит 3. новембра 1944, одакле 1945. наставља пропагандну мисију по Малти, Египту, Сирији, Либану и Палестини. Као екипа Југословенске армије играо је до краја 1945. године, када су играчи били демобилисани. У септембру исте године на армијском слету у Београду, екипу је примио Маршал Тито и одликовао је Орденом заслуга за народ II реда.

### После Ослобођења до распада СФРЈ
После Другог светског рата Хајдук је обновио игралиште и друштвени дом и покренуо рад многих секција. Захваљујући улози клуба у току НОР-а Хајдук је под својим именом објединио све спортске снаге у Сплиту и развио делатност у 14 секција са преко 500 активних такмичара. У тим послератним годинама, Хајдук често иде на турнеје по : Албанија 1946, Чехословачка, 1946 и 1948, Италија, Мађарска, Пољска, Француска, Белгија, Луксембург, Сарска област 1948. Одласком на велику турнеју по Аустралији 1949. постао је први клуб из Југославије који је играо на свим континентима. На тој турнеји одиграо је 21 утакмицу, а победио 19 пута.
Клуб осваја 1946. Првенство Хрватске и тако постаје члан новоосноване Прве лиге Југославије. Хајдук је први пут освојио Првенство Југославије 1950. године без изгубљеног сусрета, што је рекорд који до распада Савезне лиге нико није успео постићи.
Исте године, прије одлучујуће утакмице са Црвеном звездом (2:1) основана је навијачка организација Торцида (названа по бразилским навијачима) и тако постала међу првим организованим навијачким групама у Европи. Првенство Југославије освојио је још 6 пута: 1952. 1954/55, 1970/71, 1973/74., 1974/75. и 1978/79. Хајдук је био део „велике четворке“ југословенског фудбала и једини је клуб који је постао првак у обе Југославије, а да није био из главног града југословенских република/покрајина. Хајдук је био једини фудбалски клуб који је учествовао у свим прволигашким такмичењима у Југославији од 1923. до 1991.
Куп Маршала Тита освојио је 9 пута од тога пет година за редом у периоду од 1971/72. до 1976/77.
Последњи куп освојио је 8. маја 1991. када је у финалној утакмици као аутсајдер, победио тадашњег европског првака Црвену звезду са 1:0. Гол је постигао Ален Бокшић. Пошто је то било последње куп такмичење у СФРЈ Хајдук је тај пехар задржао да краси његове витрине. Значај овог успеха је у томе што је те сезоне Хајдук у јесењем делу првенства био на последњем месту, што је и у најлошијим сезонама било непојмљиво за клубове „велике четворке“, док је Звезда те сезоне била надмоћна у првенству, а исте сезоне је била и победник Купа европских шампиона.

### После 1992.
По одвајању од Југославије, НК Хајдук је променио име у ХНК Хајдук (Хрватски ногометни клуб Хајдук).
У прве четири године играња у Првој лиги Хрватске Хајдук је био успешнији од ривала из Загреба освојивши 3 титуле првака, а успео је и да се пласира у четвртфинале Лиге шампиона.
Међутим, колико је екипа била стручно вођена, толико је клуб био финансијски лоше вођен, те му је у то време блокиран рачун, што је довело до неуспеха на домаћој и међународној сцени а навијачи су почели да траже смену управе. Приватизацији клуба се приступило 2008. године и Хајдук је тада постао спортско деоничарско друштво (Hajduk š.d.d.).
Клуб се полако опоравља и од 2001/02. до 2004/05. је био првак Хрватске. Куп Хрватске је освојио 7, а Суперкуп 6 пута.
Као и у Југославији, Хајдук је и у Првенству Хрватске клуб који је у свим првенствима играо у највишем рангу такмичења, што заједно чини непрекинути низ од 79 сезона редовног учествовања у елитном фудбалском такмичењу.

## Симболи клуба

### Дрес
Хајдук је своју прву утакмицу одиграо у дресу са комбиновано црвено-белим окомитим пругама што је симболизовало боје хрватског грба. Тадашње аустријско поглаварство града није хтело да се на било који начин манифестује хрватство Сплита па није дозволило да боја новонасталог клуба буде хрватска тробојка. Кад је забрањена тробојка, кренуло се с црвеном (Хрватска) и модром бојом (море) и преко њих је белим словима писало Хајдук.
Након тога на дресу превладава бела боја и главни дрес се састоји од беле мајице, плавог шорца и плавих чарапа, а та комбинација симболизује бело једро на плавом мору. Бела боја је постала симболом клуба и због ње је екипа Хајдука добила популарни надимак 'били'. Резервни дрес се састоји од црвено-плаве мајице са окомитим пругама (некад ужим, некад ширим), плавог шорца и плавих чарапа, а симболизује боје из хрватске заставе. Једно се време за главни дрес помињала морнарска комбинација, са водоравним бело плавим пругама, али тај је дрес је само 2 пута носио голман Плетикоса.

## Грб
Хајдуков грб је хрватска шаховница у кругу, оивиченој плавом траком, са на свакој страни по две окомите црте које представљају осниваче Хајдука: Иванишевића, Шакића, Калитерну и Стелу. Изнад шаховнице пише Хајдук, а испод Сплит. Шаховница се састоји од 25 црвено-белих поља која су исте дебљине као и плави круг.
- Грб од 1941. до 1944.
- Грб од 1944. до 1960.
- Грб од 1960. до 1970.
- Грб од 1970. до 1990.
- Грб од 1990.
- Јубиларни грб у 2011. години

Грб је 1911. конструисао Вјекослав Иванишевић, а најстарија сестра Фабијана и Луке Калитерне, Ана Калитерна, је однела тај цртеж у самостан гдје су часне сестре ручно извезле 20-30 комада. Грб се први пут појавио у јавности 1926. године приликом извођења Тијардовићеве оперете 'Краљица балуна' као део сценографије. Хајдук је 30 година играо без грба на дресу и први пут га је поставио 1941. када је стављена оригинална верзија. Након тога Хајдук је одиграо утакмицу у Барију 1944. са црвеном звездом у средини играјући под другим именом и од тада је избачена шаховница. Након тога годинама на дресу егзистира само црвена петокрака као симбол слободе која стоји до 1990. године када у задњем првенству Југославије 1990/91. Хајдук игра са старим грбом, са хрватском шаховницом, која се одржала до данас.
У међувремену се јавила и друга верзија, с хрватском шаховницом, али уз звезду петокраку у горњем делу грба, на саставу венаца.

### Стадион
Хајдук своје утакмице игра на Градском стадиону на Пољуду од 1979.
Од 1911. до 1979. утакмице је играо на игралишту званом „Код старе Плинаре“, где данас игра Рагби клуб Нада. Терен се изворно звао „Краљева њива“. Откако је преселио на Пољуд, старо игралиште се у сплитском говору назива „Стари плац“ или „Старо Хајдуково“. Стадион се налазио крај родилишта не би ли сваком новом Сплићанину то било прво што угледа. На северној трибини стадиона налазила се навијачка група Торцида, на њему је одиграно 3148 утакмица, пало 9542 голова и освојено 11 првенстава и 6 купова.

### Навијачи
Навијачи Хајдука су Торцида, основали су 28. октобра 1950. године група студената у Загребу, Анте Дорић, Анте Иванишевић и Вјенцеслав Жувела, и сматрају се најстаријом организованом групом навијача у Европи. Име су добили од бразилске навијачке групе коју су идолизирали, а која долази од португалског 'торцер', што значи 'навијати'. "Хајдук живи заувијек" је њихов слоган.
Чланови Торциде и други жестоки навијачи окупљају се на сјеверном штанду на Пољудском стадиону одакле подржавају свој клуб. Хајдуково срце је годишња фудбалска награда која је основана 1994. године и коју званично додељују навијачи Хајдука у Сплиту за најбољег играча тима током сезоне. Додељује се током годишњег футсал такмичења Торцида Kуп.

## Клупски успеси
- Првенство Краљевине СХС/Краљевине Југославије (2)
  - 1927 и 1929.
- Првенство Бановине Хрватске (2)
  - 1940/41. и 1941.
- Првенство НР Хрватске (1) (то првенство је било квалификационо такмичење за улазак у Прву лигу Југославије)
  - 1946.
- Првенство ФНР Југославије/СФР Југославије (7)
  - 1950, 1952, 1954/55, 1970/71, 1973/74, 1974/75., 1978/79.
- Прва лига Хрватске (6)
  - 1992, 1993/94., 1994/95., 2000/01., 2003/04., 2004/05.
- Куп Маршала Тита (9)
  - 1966/67., 1971/72., 1972/73., 1973/74., 1975/76. (играло се две сезоне!), 1976/77., 1983/84., 1986/87., 1990/91.
- Куп Хрватске (8)
  - 1992/93., 1994/95., 1999/00., 2002/03., 2009/10., 2012/13, 2021/22., 2022/23.
- Суперкуп Хрватске (6)
  - 1992, 1993, 1994, 1995, 2004, 2005.

## Хајдук у европским такмичењима

### Збирни резултати
26. јул 2018.
| Такмичење                    | Од. | П  | Н  | И  | ГД  | ГП  |
| ---------------------------- | --- | -- | -- | -- | --- | --- |
| Европски куп / Лига шампиона | 40  | 18 | 10 | 12 | 58  | 47  |
| УЕФА куп / Лига Европе       | 126 | 57 | 25 | 44 | 199 | 137 |
| Куп победника купова         | 30  | 10 | 3  | 17 | 31  | 46  |
| Интертото куп                | 6   | 3  | 0  | 3  | 7   | 8   |
| Митропа куп                  | 12  | 5  | 3  | 4  | 17  | 27  |
| Куп сајамских градова        | 4   | 2  | 0  | 2  | 5   | 4   |
| Укупно                       | 218 | 95 | 41 | 82 | 317 | 266 |

## Сви Хајдукови тренери
| 1911—1992.     | 1911—1992.                                       | 1911—1992.           | 1911—1992.           |
| тренер од - до | Држава                                           | Тренер               | Успеси               |
| -------------- | ------------------------------------------------ | -------------------- | -------------------- |
| 1911.          | Аустроугарска                                    | Јуст Олдрих          |                      |
| 1912.          | Аустроугарска                                    | Јосип Швагровски     |                      |
| 1913.          | Аустроугарска                                    | Ото Бохата           |                      |
| 1914.          | Аустроугарска                                    | Норберт Зајичек      |                      |
| 1915—1918.     | Аустроугарска                                    | Зденко Јан           |                      |
| 1919.          | Пољска                                           | Карел Стјасни        |                      |
| 1920.          | Чешка                                            | Рудолф Штапл         |                      |
| 1920.          | Чешка                                            | Франо Зоубек         |                      |
| 1921.          | Чешка                                            | Франц Мантлер        |                      |
| 1922.          | Чешка                                            | Јиндрих Шолтис       |                      |
| 1922.          | Чешка                                            | Вацлав Пинц          |                      |
| 1923.          | Чешка                                            | Јарослав Бохата      |                      |
| 1923—1930.     | Краљевина Југославија                            | Лука Калитерна       | 2 првенства          |
| 1930.          | Аустрија                                         | Ервин Пушнер         |                      |
| 1931—1936.     | Краљевина Југославија                            | Лука Калитерна       |                      |
| 1937.          |                                                  | Karel Senecky        |                      |
| 1937.          | Краљевина Југославија                            | Лука Калитерна       |                      |
| 1938—1939.     | Краљевина Мађарска                               | Илеш Шпиц            |                      |
| 1939.          | Краљевина Југославија                            | Љубо Бенчић          |                      |
| 1940.          | Чешка                                            | Јири Соботка         |                      |
| 1940.          | Краљевина Југославија                            | Љубо Бенчић          |                      |
| 1941.          | Чешка                                            | Јири Соботка         | 1 првенство          |
| 1941—1948.     | Социјалистичка Федеративна Република Југославија | Љубо Бенчић          | 2 првенства          |
| 1948—1951.     | Социјалистичка Федеративна Република Југославија | Лука Калитерна       | 1 првенство          |
| 1951.          | Социјалистичка Федеративна Република Југославија | Бранко Бакотић       |                      |
| 1952—1954.     | Социјалистичка Федеративна Република Југославија | Јозо Матишић         | 1 првенство          |
| 1954—1955.     | Социјалистичка Федеративна Република Југославија | Александар Томашевић | 1 првенство          |
| 1955—1957.     | Социјалистичка Федеративна Република Југославија | Фране Матошић        |                      |
| 1957—1958.     | Социјалистичка Федеративна Република Југославија | Иве Радовниковић     |                      |
| 1958—1961.     | Социјалистичка Федеративна Република Југославија | Милован Ћирић        |                      |
| 1961—1962.     | Социјалистичка Федеративна Република Југославија | Лео Лемешић          |                      |
| 1963.          | Социјалистичка Федеративна Република Југославија | Флоријан Матекало    |                      |
| 1963.          | Социјалистичка Федеративна Република Југославија | Милован Ћирић        |                      |
| 1964.          | Социјалистичка Федеративна Република Југославија | Крешимир Араповић    |                      |
| 1964—1965.     | Социјалистичка Федеративна Република Југославија | Озрен Недоклан       |                      |
| 1965—1969.     | Социјалистичка Федеративна Република Југославија | Душан Ненковић       | 1 куп                |
| 1969—1971.     | Социјалистичка Федеративна Република Југославија | Слвко Луштица        | 1 првенство          |
| 1972.          | Социјалистичка Федеративна Република Југославија | Томислав Ивић        | 1 куп                |
| 1972.          | Социјалистичка Федеративна Република Југославија | Бранко Зебец         |                      |
| 1973—1976.     | Социјалистичка Федеративна Република Југославија | Томислав Ивић        | 3 купа и 2 првенства |
| 1976—1977.     | Социјалистичка Федеративна Република Југославија | Јосип Дувамчић       | 1 куп                |
| 1977—1978.     | Социјалистичка Федеративна Република Југославија | Влатко Марковић      |                      |
| 1978—1980.     | Социјалистичка Федеративна Република Југославија | Томислав Ивић        | 1 првентво           |
| 1980—1982.     | Социјалистичка Федеративна Република Југославија | Анте Младинић        |                      |
| 1982—1984.     | Социјалистичка Федеративна Република Југославија | Петар Надовеза       | 1 куп                |
| 1984—1985.     | Социјалистичка Федеративна Република Југославија | Станко Поклеповић    |                      |
| 1986.          | Социјалистичка Федеративна Република Југославија | Сергије Крешић       |                      |
| 1986—1987.     | Социјалистичка Федеративна Република Југославија | Јошко Скоблар        | 1 куп                |
| 1987.          | Бугарска                                         | Иван Вуцов           |                      |
| 1988—1989.     | Социјалистичка Федеративна Република Југославија | Петар Надовеза       |                      |
| 1990.          | Социјалистичка Федеративна Република Југославија | Лука Перузовић       |                      |
| 1991—1992.     | Социјалистичка Федеративна Република Југославија | Јошко Скоблар        | 1 куп                |

| Прва лига Хрватске | Прва лига Хрватске  | Прва лига Хрватске | Прва лига Хрватске               |          |          |
| тренер од - до     | Држава              | Тренер             | Успеси                           | Прв./куп | Евр. фуд |
| ------------------ | ------------------- | ------------------ | -------------------------------- | -------- | -------- |
| 1992, 1992./93.    | Хрватска            | Станко Поклеповић  | 1 првенство, 1 суперкуп          | 29-17-5  | 1-0-1    |
| 1992/93—1995/96.   | Хрватска            | Иван Каталинић     | 2 првенства, 2 купа, 2 суперкупа | 71-27-15 | 5-5-4    |
| 1995/96.           | Хрватска            | Мирко Јозић        |                                  | 13-3-4   | 0        |
| 1996/97.           | Хрватска            | Иван Буљан         |                                  | 20-7-7   | 3-0-1    |
| 1997/98.           | Хрватска            | Лука Боначић       |                                  | 9-0-1    | 4-0-2    |
| 1997/98.           | Хрватска            | Томислав Ивић      |                                  | 3-1-0    | 0        |
| 1997/98.           | Хрватска            | Лука Боначић       |                                  | 7-3-7    | 0        |
| 1997/98.           | Хрватска            | Зоран Вулић        |                                  | 1-2-3    | 0        |
| 1998/99, 1999/00.  | Хрватска            | Иван Каталинић     |                                  | 27-11-8  | 2-4-2    |
| 1999/00.           | Хрватска            | Ивица Матковић     |                                  | 13-8-3   | 0        |
| 1999/00, 2000/01.  | Хрватска            | Петар Надовеза     | 1 куп                            | 6-3-4    | 0-1-1    |
| 2000/01.           | Хрватска            | Зоран Вулић        | 1 првенство                      | 22-7-7   | 0        |
| 2001/02.           | Хрватска            | Ненад Грачан       |                                  | 12-2-2   | 1-3-2    |
| 2001/02.           | Хрватска            | Славен Билић       |                                  | 11-4-2   | 0        |
| 2002/03, 2003/04.  | Хрватска            | Зоран Вулић        | 1 куп                            | 53-9-11  | 3-4-3    |
| 2003/04.           | Хрватска            | Петар Надовеза     | 1 првенство, 1 суперкуп          | 3-0-0    | 0        |
| 2004/05.           | Хрватска            | Иван Кталинић      |                                  | 2-1-2    | 1-0-1    |
| 2004/05.           | Босна и Херцеговина | Блаж Слишковић     |                                  | 14-3-6   | 0        |
| 2004/05.           | Хрватска            | Игор Штимац        | 1 првенство                      | 4-5-3    | 0        |
| 2005/06.           | Хрватска            | Мирослав Блажевић  | 1 суперкуп                       | 3-2-3    | 0-0-2    |
| 2005/06.           | Хрватска            | Иван Гудељј        |                                  | 5-6-3    | 0        |
| 2005/06.           | Хрватска            | Лика Боначић       |                                  | 5-4-7    | 0        |
| 2006/07.           | Хрватска            | Зоран Вулић        |                                  | 22-4-5   | 0        |
| 2006/07, 2007/08.  | Хрватска            | Иван Пудар         |                                  | 6-5-1    | 1-1-1    |
| 2007/08.           | Хрватска            | Сергије Крешић     |                                  | 4-1-3    | 0-1-0    |
| 2007/08.           | Хрватска            | Роберт Јарни       |                                  | 12-7-8   | 0        |
| 2008/09.           | Хрватска            | Горан Вучевић      |                                  | 7-2-4    | 2-1-1    |
| 2008/09.           | Хрватска            | Анте Мише          |                                  | 7-2-0    | 0-0-0    |
| 2009/10.           | Италија             | Едоардо Реа        |                                  | 11-3-3   | 0        |
| 2009/10—           | Хрватска            | Станко Поклеповић  | 1 национални куп                 |          | 0        |